# Лукомський Степан Васильович
Степа́н Васи́льович Луко́мський (або Стефан Васи́льович Луко́мський; 1701 Умань — близько 1779) — український історик, письменник та перекладач. Освіту одержав у Київській академії, служив канцеляристом Генеральної військової канцелярії, сотником в козацьких полках Лівобережжя. Укладач хроніки з історії України XIV–XVI століть — «Собрание историческое» (1770), переклав на українську мову видані в Замості (1638—1639) два «Щоденники» польського мемуариста Шимона Окольського (про події в Україні 1638 р.) та твір польського дипломата і хроніста Матвія Титлевського (1776) «Розповідь про битви між поляками і турками 1620—1621 рр.» (1622). Переклади вперше було опубліковано в додатку до «Летописи Самуила Величка» (1864. — Т. 4).

## Біографія
Степан Лукомський народився в Умані на Черкащині в козацькій сім'ї. Син уманського городового отамана, згодом — уманського полковника Василя Лукомського. В 1712—1722 роках навчався у Києво-Могилянській академії. Бажаючи продовжити науку, виїхав за кордон. З огляду на хворобу залишився у Польщі, але 1726 року повернувся до Києва і закінчив повний курс Києво-Могилянської академії, вчителював. 1731 року вступив на службу до Генеральної військової канцелярії, де 1733 року за указом гетьмана Данила Апостола його призначено старшим військовим канцеляристом. З 1735 до 1747 року Лукомський — сотник Прилуцької полкової сотні, брав участь у різних комісіях, найбільше у Кодифікаційній (1728—1743). З 1751 до кінця 1757 року обіймав посаду урядового сотника Яготинської сотні Переяславського полку, потім Переволочанської сотні Прилуцького полку.
1763 року вийшов у відставку полковником обозним й оселився в Прилуках. Тут приступив до написання історичних праць та перекладів. 1738 р. Лукомський переклав із польської мови «Діаріуш» Ш. Окольського і склав оповідання про подальші події в Україні з 1639 до 1648 року, користуючись даними «Руського літопису достовірного». Друга робота була підготовлена 1770 року на підставі записок польського історика Мацея Титловського, де висвітлюється битва під Цецорою (1620) і Хотинська війна (1621). 1770 року закінчив свою третю працю, яку назвав «Собрание историческое из книг древнего писателя Александра Гвагнина и из старых верных русских летописей абшитованым полковым обозным Степаном Василевичем Лукомским сочиненное в городе Прилуки 1770 года». В історичних працях Лукомський порушував питання про тяглість історії України та історії існування українського народу з княжої доби до XVIII століття включно. Впродовж 1751—1757 років Лукомський виконував грандіозну щодо розмірів працю — перекладав з латинського видання твори єврейського історика І ст. після Різдва Христового Йосифа Флавія, всіх його 20 книг «Старожитностей юдейських». Переклад першої книги майже не зберігся, тільки її закінчення. Крім того, в рукописі вміщено переклад двох книг «Про старожитність юдейську Апіона, граматика Александрійського, до Епафродита» — кінця перекладу бракує. Працював над цим перекладом у 1751—1763 роках. В описі книг архімандрита Чернігівського Троїцького Іллінського монастиря Паїсія Яновського (1781) згадані два рукописні переклади Лукомського, закінчені у 1763 році. Перекладав він російською мовою, яку іноді називав «російським нарєчієм», очевидно, з польського видання, популярний в Європі у XIV—XVII століттях лицарський роман «Історія про імператора римського Оттона Першого» з доданою наприкінці «Історією правдивою про графиню Алтдорську, котра одним породженням дванадцять синів породила», а також з польської мови — «Короткий християнський про четверочасну вічність розмисел» (1753). До 1761 року належить переклад Лукомського «Історії про короля польського Іоана Собеського» з книги польського автора Якова Рубінковського, яка побачила світ у 1754 році.
Поховано Степана Лукомського у Прилуках.